# 安特卫普当代艺术博物馆
安特卫普当代艺术博物馆 (荷蘭語：Museum van Hedendaagse Kunst)是比利时安特卫普的一座当代艺术博物馆。这是比利时最终的艺术博物馆之一。该博物馆收藏比利时和国际艺术家的当代艺术作品。